# Anguila F13
Anguila F13 o Anguila Fse13,  es un vehículo monoplaza tipo formula eléctrico construido por la Escudería Sena De Diseño Automotriz (ESDA) del SENA. Fue el primer vehículo monoplaza eléctrico en correr en un autódromo en Colombia y el primero fabricado en el mismo país. Actualmente es el vehículo eléctrico más rápido fabricado en Colombia alcanzando una velocidad máxima de 133,7 Kilómetros por Hora, en el Autódromo de Tocancipá
Anguila F13 fue construido en el marco del concurso Formula Sena Eco 2013 por la Escudería ESDA de las Regionales Atlántico y Bolívar de la misma entidad.
Anguila F13 es impulsado por un sistema eléctrico tomado de dos motocicletas de la marca Vectrix, el cual se compone de 2 motores eléctricos sin escobillas, 4 paquetes de 20 baterías de Litio cada uno, un diferencial electrónico, dos controladores de motor, todo tomado de motocicletas Vectrix Vx-1 Li.